# Comitê Paralímpico Australiano
O Comitê Paralímpico Australiano (em inglês:  Australian Paralympic Committee) é o Comitê Paralímpico Nacional que representa a Austrália no Movimento Paralímpicos. Esta organização que foi criada em 1990 é responsável em supervisionar a preparação e gestão das equipes australianas que participam nos Jogos Paralímpicos de Verão e nos Jogos Paralímpicos de Inverno. O comitê é uma companhia limitada por garantia e os seus acionistas são federações esportivas nacionais e organizações esportivas nacionais da Austrália para pessoas com deficiência.
O Comitê Paralímpico Australiano desempenhou um papel importante na candidatura bem sucedida da Austrália para sediar os Jogos Paralímpicos de Verão de 2000 em Sydney. Uma vez que nos Jogos Paralímpicos de Verão de 1996, a Austrália havia terminado entre os cinco primeiros países no quadro de medalhas. A Austrália é também uma nação bem sucedida nos Jogos Paralímpicos de Inverno.

## Administração
O Comitê Paralímpico Australiano é regido por um Conselho Administrativo que pode incluir membros eleitos e nomeados.

### Presidentes
- Marcus Einfeld 1990-1992[4]
- Sally Anne Atkinson 1992
- Ron Finneran 1993[5]
- Bob McCullough 1994–1996[6]
- Marie Little 1996-1997[7]
- Greg Hartung 1997–2013[8][9]
- Glenn Tasker 2013-[9]

### Secretários/Chefes Executivos
- Adrienne Smith 1990–1993
- Frank Martin 1994–1997[10]
- Scott Derwin 1997–1999[10]
- Brendan Flynn  1999–2003[10]
- Darren Peters 2003–2009[10]
- Miles Murphy 2009[10]
- Jason Hellwig 2010–2015[10][11]
- Lynne Anderson 2015-[12]